# Le Chien-chien à son papounet
Pour plus de détails, voir Fiche technique et Distribution.
Le Chien-chien à son papounet (Pappy's Puppy) est un court métrage d'animation de la série des Merrie Melodies réalisé par Friz Freleng, mettant en scène Sylvestre le chat (Grosminet) aux prises avec le bouledogue Butch et son chiot. Le film est sorti en 1955.

## Fiche technique
Sauf indication contraire, les informations mentionnées dans cette section peuvent être confirmées par la base de données cinématographiques IMDb,  présente dans la section « Liens externes ».
- Réalisateur : Friz Freleng
- Scénario : Warren Foster
- Compositeur : Carl W. Stalling
- Monteur : Treg Brown
- Pays de production : États-Unis
- Langue : Anglais
- Genre : Animation, comédie
- Format : Couleur Technicolor, 35 mm, rapport de forme : 1.37 : 1, procédé cinématographique sphérique
- Son : monophonique
- Durée : 7 minutes
- Date de sortie : 
  - États-Unis : 17 décembre 1955

### Animation
- Gerry Chiniquy : animateur
- Hawley Pratt
- Irv Wyner

non crédités :
- Harry Love : animateur effets visuels
- Gerry Chiniquy : animateur
- Hawley Pratt
- Irv Wyner

## Distribution
Sauf indication contraire, les informations mentionnées dans cette section peuvent être confirmées par la base de données cinématographiques IMDb,  présente dans la section « Liens externes ».
- Mel Blanc	: Sylvestre le chat (Grominet), la cigogne, Butch le bouledogue, le docteur, le chiot